# Palicourea alpina
Palicourea alpina là một loài thực vật có hoa trong họ Thiến thảo. Loài này được (Sw.) DC. mô tả khoa học đầu tiên năm 1830.